# Al-Hajanijja
Al-Hajanijja (arab. الحيانية) – wieś w Syrii, w muhafazie Aleppo. W 2004 roku liczyła 286 mieszkańców.